# Felipe IV de España
Felipe IV de España, llamado «el Grande» o «el Rey Planeta» (Valladolid, 8 de abril de 1605-Madrid, 17 de septiembre de 1665), fue rey de la Monarquía Hispánica desde el 31 de marzo de 1621 hasta su muerte, y de Portugal desde la misma fecha hasta diciembre de 1640, con el nombre de Felipe III. Su reinado de 44 años y 170 días fue el más largo de la casa de Austria y el tercero de la historia española, siendo superado solo por Felipe V y Alfonso XIII, aunque los primeros dieciséis años del reinado de este último fueron bajo regencia.
Durante la primera etapa de su reinado compartió la responsabilidad de los asuntos de Estado con Baltasar de Zúñiga y Gaspar de Guzmán, conde-duque de Olivares, quien desplegó una ambiciosa política belicista en el exterior y reformista en el interior que buscaba mantener la hegemonía española en Europa. Tras la caída de Olivares, se encargó personalmente de los asuntos de gobierno, ayudado por cortesanos muy influyentes, como Luis Méndez de Haro, sobrino de Olivares, y el duque de Medina de las Torres.
Los exitosos primeros años de su reinado auguraban la restauración de la preeminencia universal de los Habsburgo, pero la guerra constante de la Europa protestante y la católica Francia contra España condujeron al declive y ruina de la Monarquía española, que hubo de ceder la hegemonía en Europa a la pujante Francia de Luis XIV, así como reconocer la independencia de Portugal y las Provincias Unidas.

## Primeros años
Felipe Domingo Víctor de la Cruz nació el 8 de abril de 1605 en el Palacio Real de Valladolid, dándose la circunstancia de ser ese día Viernes Santo. Fue el tercero de los ocho hijos y primer varón del matrimonio habido entre Felipe III de España y su prima segunda (sus abuelos Felipe II de España y Carlos II de Estiria eran primos) la archiduquesa Margarita de Austria. A las siete semanas fue bautizado por Bernardo de Sandoval, cardenal arzobispo de Toledo, en la iglesia conventual de San Pablo de Valladolid siendo llevado hasta la pila por el valido de Felipe III, el duque de Lerma. Sus padrinos fueron su primo  Víctor, príncipe del Piamonte y su hermana la infanta Ana.
Fue jurado como príncipe y heredero el 13 de enero de 1608 en la iglesia del monasterio de San Jerónimo el Real.

## Reinado

### Etapa conjunta de Baltasar de Zúñiga y el Conde-duque de Olivares (1621-1622)

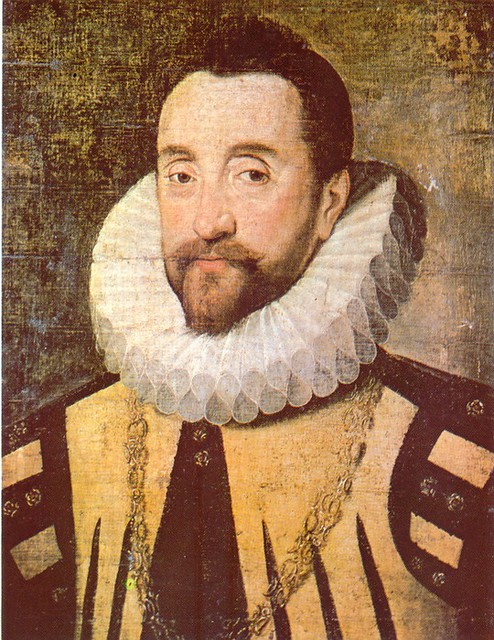
Baltasar de Zúñiga y Velasco, valido del rey de España. Autor desconocido. Expuesto en el castillo de Nelahozeves, República Checa.

Cuando se aproximaba el fin del reinado de Felipe III, las intrigas palaciegas se disputaban la confianza del futuro rey, el príncipe de Asturias que llegaría a ser Felipe IV. El valido del rey, el duque de Lerma, luchaba por obtener el favor del monarca con el apoyo de su yerno, el conde de Lemos y de su primo, Fernando de Borja, gentil hombre de la cámara del príncipe, frente a sus dos hijos, el duque de Uceda y el conde de Saldaña. La facción en contra del duque de Lerma tenía como figura destacada a Baltasar de Zúñiga y Velasco, miembro del Consejo de Estado. Cuando el valido del rey es forzado a retirarse por sus múltiples casos de corrupción, su hijo el duque de Uceda es nombrado nuevo valido, mientras que Baltasar de Zúñiga se sitúa como hombre importante en la corte al ser nombrado ayo y tutor del futuro Felipe IV. Siguiendo muy de cerca los pasos de su tío Baltasar estará Gaspar de Guzmán, conde-duque de Olivares.
Tras la muerte del rey en 1621 debido a unas fiebres que contrajo en 1619 al regreso de un viaje a Portugal, donde su hijo había sido jurado como heredero de la Corona portuguesa, el nuevo rey Felipe IV se rodeó de hombres de su confianza, como su tutor Baltasar y el sobrino de éste, el conde-duque de Olivares. Los primeros meses del reinado del adolescente rey estuvieron marcados por las políticas de Baltasar de Zúñiga y sus allegados. Así, el miembro de la Casa de Zúñiga y hermano del V conde de Monterrey se dedicó a revertir la política económica heredada del duque de Lerma, persiguiendo a varios de sus colaboradores, y reforzando al mismo tiempo las relaciones entre Viena y Madrid.

### Valimiento del conde-duque de Olivares (1622-1643)
Baltasar de Zúñiga murió inesperadamente en Madrid el 7 de octubre de 1622. Ante esto, el rey Felipe IV nombra al conde-duque de Olivares como valido, ya que era el evidente sucesor de las políticas iniciadas por su tío Baltasar. 

#### Política interior

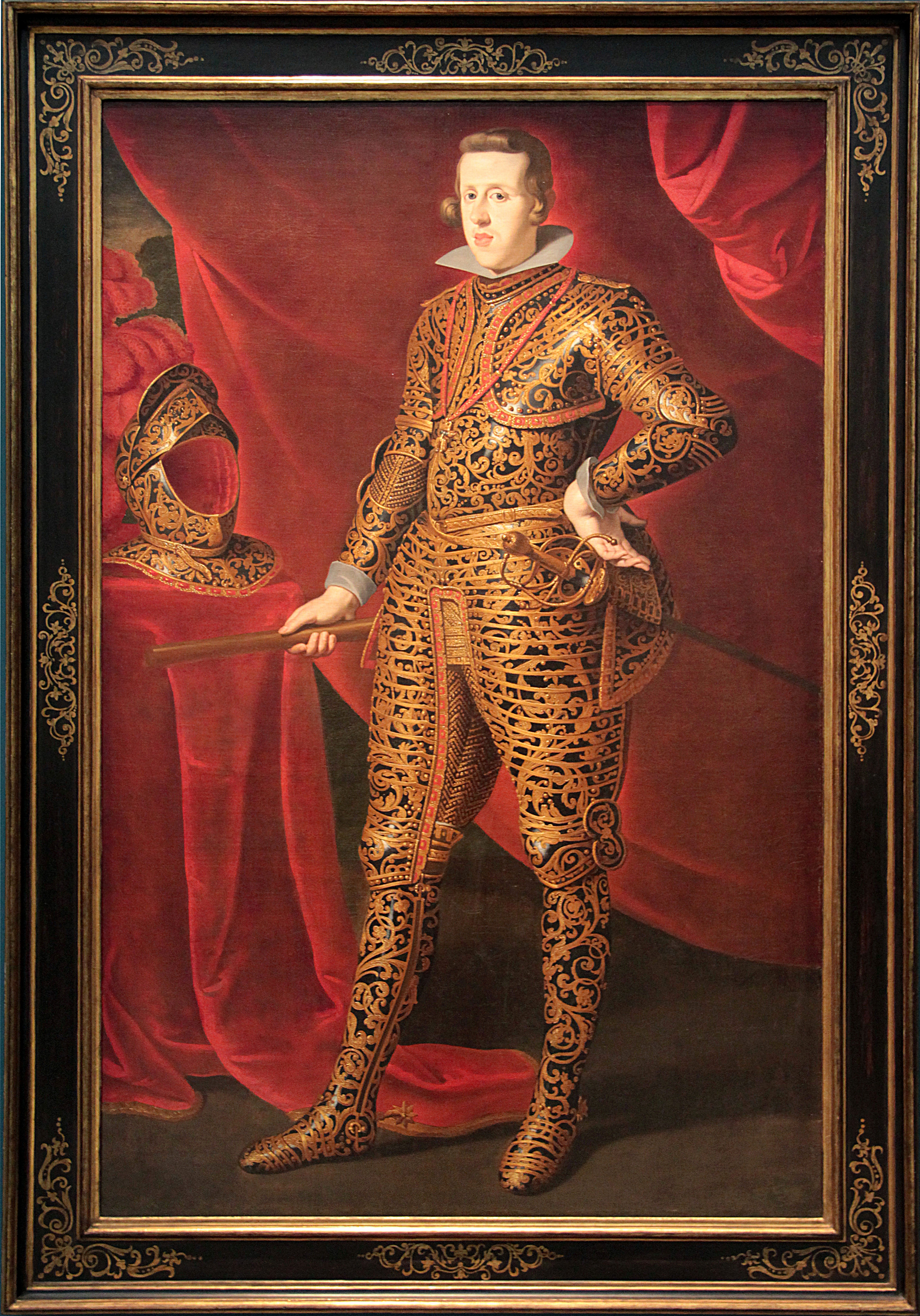
Felipe IV (c. 1627-1628), cuadro de Gaspar de Crayer, expuesto en el Museo Metropolitano de Arte (Nueva York).

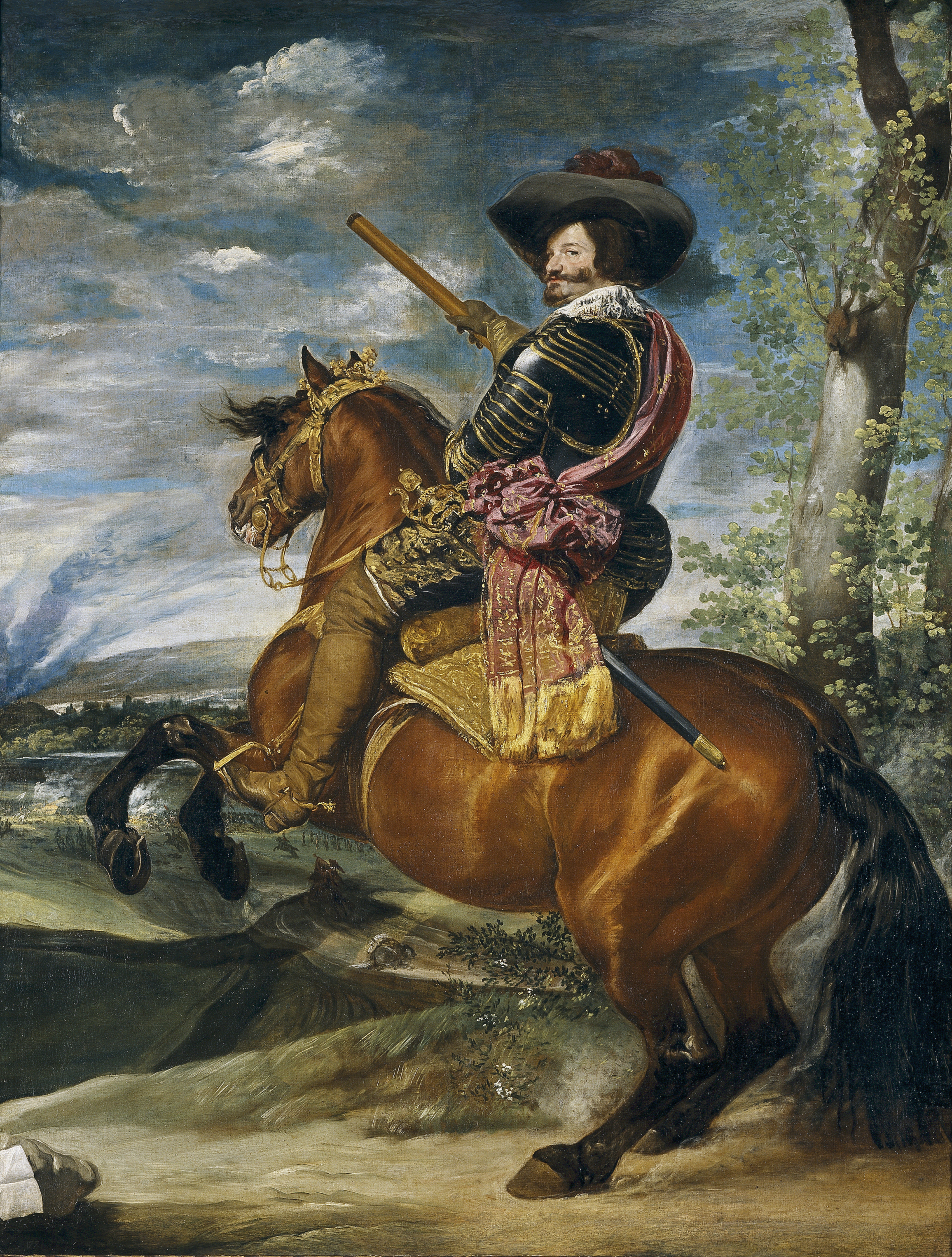
El Conde-Duque de Olivares a caballo (c. 1634), cuadro de Diego Velázquez, expuesto en el Museo del Prado.

Durante su etapa como valido, el conde-duque realizó una serie de reformas para poder mantener la hegemonía en Europa. Estos cambios se concretaron en cuatro aspectos: reformar la vida pública, fomentar la economía, mejorar la hacienda e impulsar la formación de un ejército común.
El valido intentó imponer las leyes y costumbres castellanas en su propósito de unir la Monarquía española en una comunidad nacional, con una fiscalidad, Administración y Derecho comunes. Pero no alcanzó su propósito debido a la oposición de la nobleza a las nuevas propuestas del valido.

##### Moral pública
Para ello luchó contra la corrupción del reinado anterior. Ordenó encerrar al duque de Uceda y al duque de Osuna, confiscó los bienes del duque de Lerma y sometió a Rodrigo Calderón a un juicio en el cual se decretó su ejecución.
Mediante un decreto obligó a hacer un inventario de la fortuna de aquellas personas que desempeñasen cargos públicos y de relevancia. Para controlar este decreto formó la Junta de Reformación, que más tarde se encargaría de velar por la vida pública de los ciudadanos.
Uno de los aspectos que se aplicó con mayor trascendencia fue el aumento de la demografía española; para ello el conde-duque prohibió la emigración y favoreció la inmigración y las familias numerosas.
Para favorecer la educación de los españoles, mandó construir el Colegio Real de Madrid en 1629 y otras instituciones, dirigidas principalmente por jesuitas.

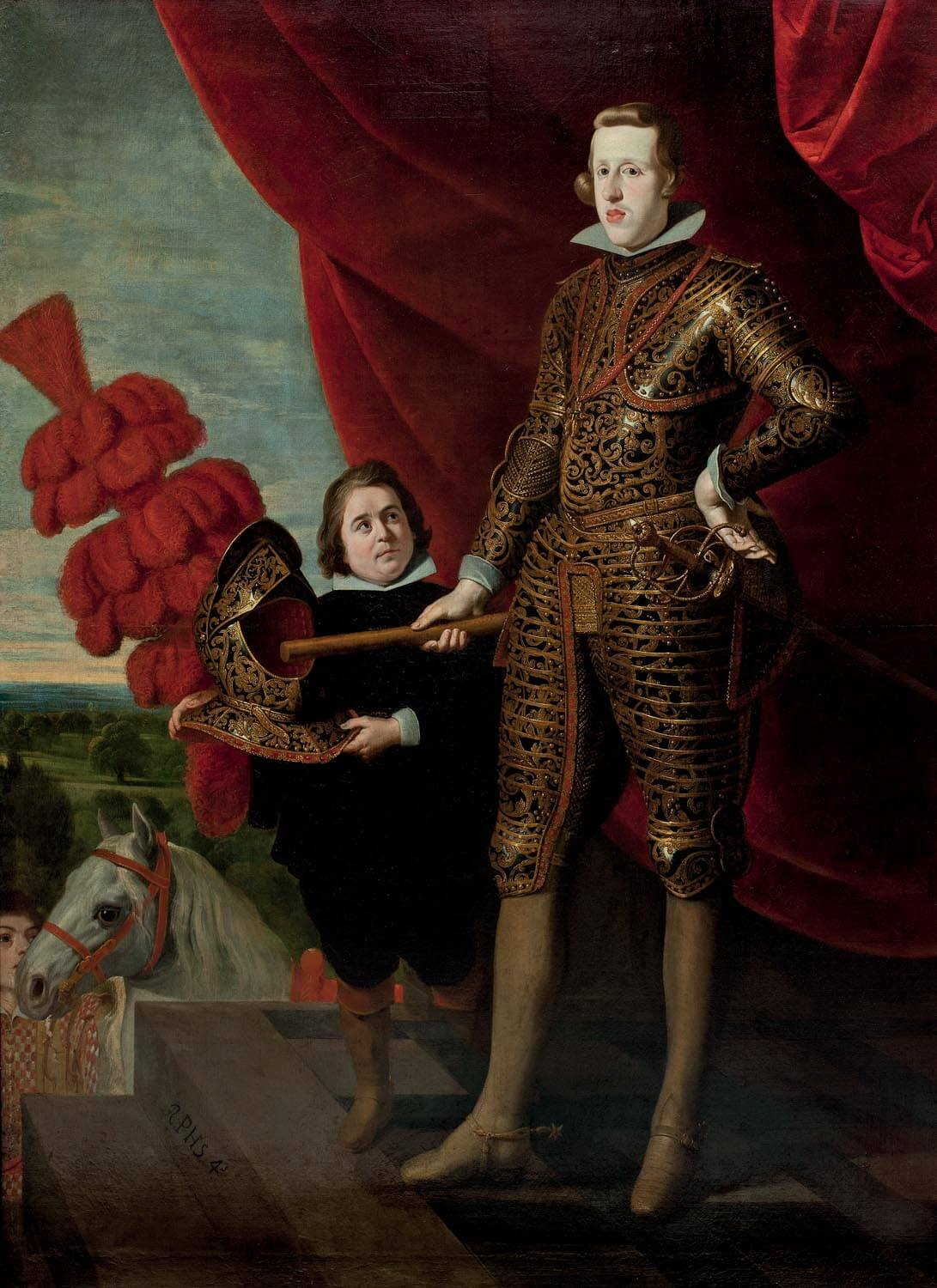
Felipe IV con enano, de Gaspar de Crayer (hacia 1630), conservado en el Palacio de Viana de Madrid.

Dentro de esta dinámica de reforma de la moral, dos pragmáticas tomadas por Felipe IV en el siglo XVII, en un ambiente de «reformación de las costumbres», pretendieron de repente abolir la prostitución en todos los territorios de la monarquía.

##### Reforma hacendística
Se recurrió a la introducción de nuevos impuestos a la Corona, repartidos de manera más equitativa. Los reinos periféricos pusieron resistencia a estos nuevos impuestos, muchas veces con motines. La nobleza no aceptó un impuesto sobre las elevadas rentas del reino ni la tasa sobre productos de lujo, y bloqueó continuamente estas medidas.
Esta reforma fracasó en un momento en que los gastos aumentaron. Por ello el conde-duque tuvo que buscar dinero en: la emisión de juros, préstamos de banqueros judíos portugueses, nuevas contribuciones votadas en Cortes y la declaración de bancarrota (en realidad, suspensión de pagos) en momentos de extrema necesidad.
El conde-duque intentó crear un banco nacional con el fin de facilitar el comercio y contribuir a los gastos de la Monarquía. Para formar un capital solicitó una contribución especial sobre los patrimonios superiores a 2000 ducados de renta, pero la nobleza volvió a oponerse, lo cual causó su fracaso.
La monarquía española de Felipe IV se vio envuelta en una recesión económica que afectó toda Europa, y que en España se notó más por la necesidad de mantener una costosa política exterior. Esto llevó a la subida de los impuestos, al secuestro de remesas de metales preciosos procedentes de las Indias, a la venta de juros y cargos públicos, a la manipulación monetaria, etc. Todo con tal de generar nuevos recursos que pudiesen paliar la crisis económica.

##### Unión de Armas
Olivares decidió forzar la unidad de los reinos peninsulares. Con este fin formuló en 1626 el proyecto de la Unión de Armas. A cada territorio de la Corona se le exigió que colaborase con una cantidad de soldados proporcional a su población. Pero las Cortes de Cataluña se negaron. Olivares suspendió las Cortes, comenzando así un conflicto con el Principado.

#### Política exterior
Durante esta etapa la política se centró en el mantenimiento de la reputación de la Monarquía en Europa. Encontramos una época de conflictos en Europa en la que España se verá influida.

##### Guerra de los Treinta Años (1618-48)

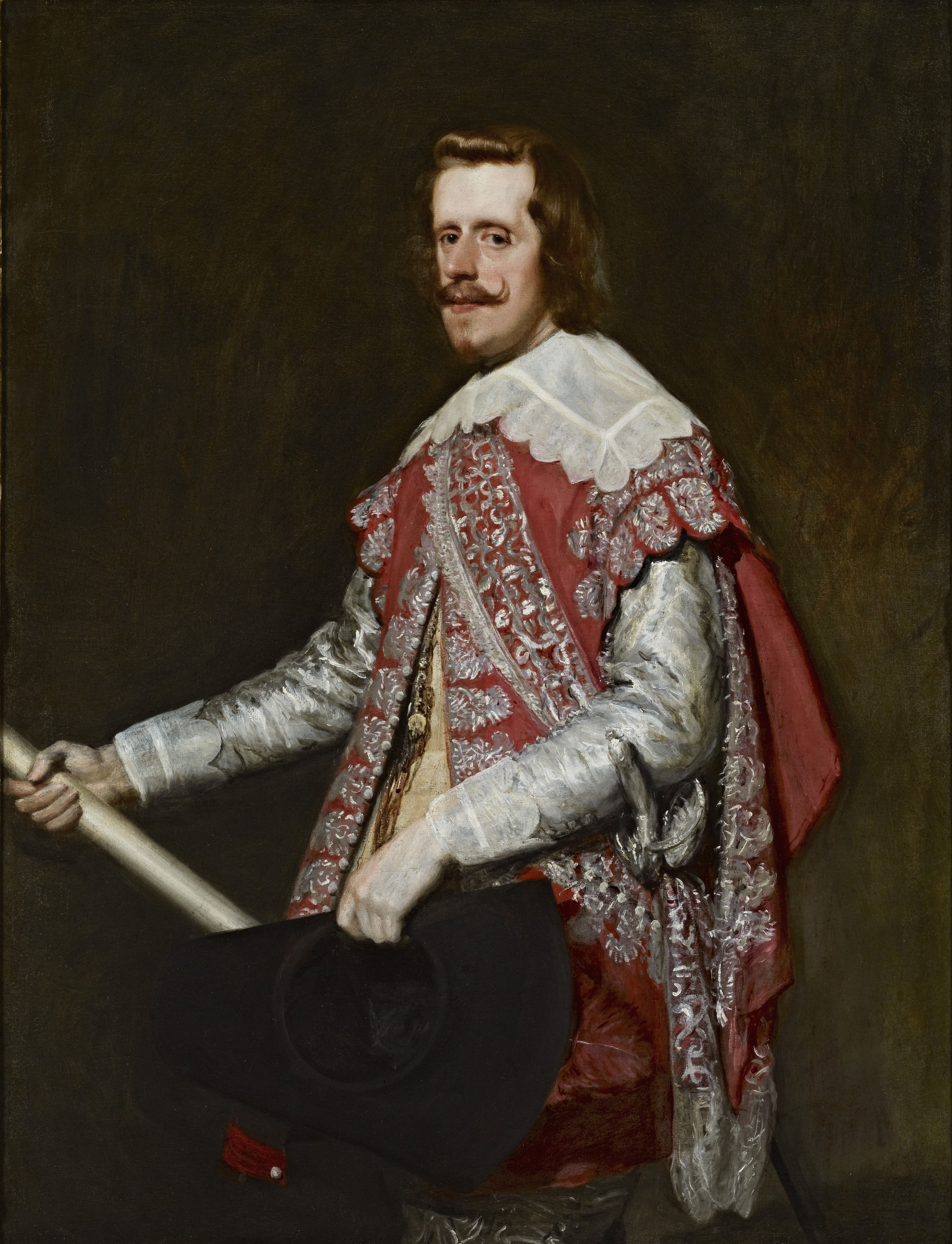
Felipe IV en Fraga por Velázquez, 1644, Colección Frick, Nueva York.

##### Países Bajos
Los Países Bajos volvieron a la Corona española por la falta de descendencia de Isabel Clara Eugenia. Finalizada la Tregua de los Doce Años con las Provincias Unidas en 1621, empezaron las hostilidades. Comenzaron así operaciones de bloqueo y contra los intereses neerlandeses en los puertos europeos. En tierra, la guerra se concretó en grandes asedios a ciudades, como en Breda, plaza tomada por Ambrosio de Spínola en 1625.
La respuesta de los neerlandeses se concentró en el mar. Tomaron Recife de Pernambuco, en la costa del Brasil portugués. En 1628 el corsario Piet Hein se apoderó de la flota de Indias.
El cardenal-infante don Fernando, hermano del rey, tras vencer en los campos alemanes de Nördlingen (1634) a protestantes y suecos, invadió en 1635 el territorio holandés, en un esfuerzo por acabar con la guerra. La iniciativa quedó paralizada por el inicio de la guerra contra Francia. Más tarde, con la batalla naval de las Dunas en 1639, se perdió la posibilidad de enviar refuerzos a Flandes y la situación de la monarquía en los Países Bajos se hizo insostenible.

##### Inglaterra
La ascensión al trono inglés de Carlos I provocó la reanudación de hostilidades entre España e Inglaterra. En 1625 una flota inglesa llevó a cabo un ataque fallido contra Cádiz. Pero ese fracaso simbolizó la obtención, por parte de Países Bajos, de un nuevo aliado contra la Monarquía y el impedimento de establecer relaciones marítimas con Europa por el mar Cantábrico. La rivalidad comercial entre ambos países en las Indias occidentales condujo en 1655 a la guerra anglo-española contra la Commonwealth inglesa durante el Protectorado de Oliver Cromwell.

##### Francia
Nerviosa por la presencia de territorios de los Habsburgo en la mayor parte de las fronteras, inició una política de enfrentamientos contra la monarquía española tras la llegada al poder del cardenal Richelieu, primer ministro de Luis XIII de Francia. En 1635 las victorias de los ejércitos imperiales en la Guerra de los Treinta Años la decidieron a intervenir del bando de los protestantes. Se declaró la guerra a España.
Con la ayuda de las tropas imperiales, los españoles vencieron a los franceses en la batalla de Corbie en 1635. Al año siguiente, el cardenal-infante don Fernando, hermano de Felipe IV, estuvo a las puertas de París en 1636, pero se retiró por escasez de recursos. La reacción francesa fue rotunda y consiguieron amenazar el norte de Italia, cortar la vía de comunicación entre Italia y Flandes y enviar sobre los Pirineos a sus ejércitos. En 1639 se perdió la fortaleza de Salses en el Rosellón, recuperada poco después a principios de 1640.

### La crisis de 1640
Castilla, el único reino que había colaborado con los gastos de las empresas de la Monarquía, mostraba señales de agotamiento. Por ello, el valido exigió a los demás reinos una contribución equivalente y se dispuso a paliar las trabas institucionales que pudieran existir. Durante esta última etapa se producen las diferencias con Cataluña, Portugal y Andalucía.

#### Cataluña

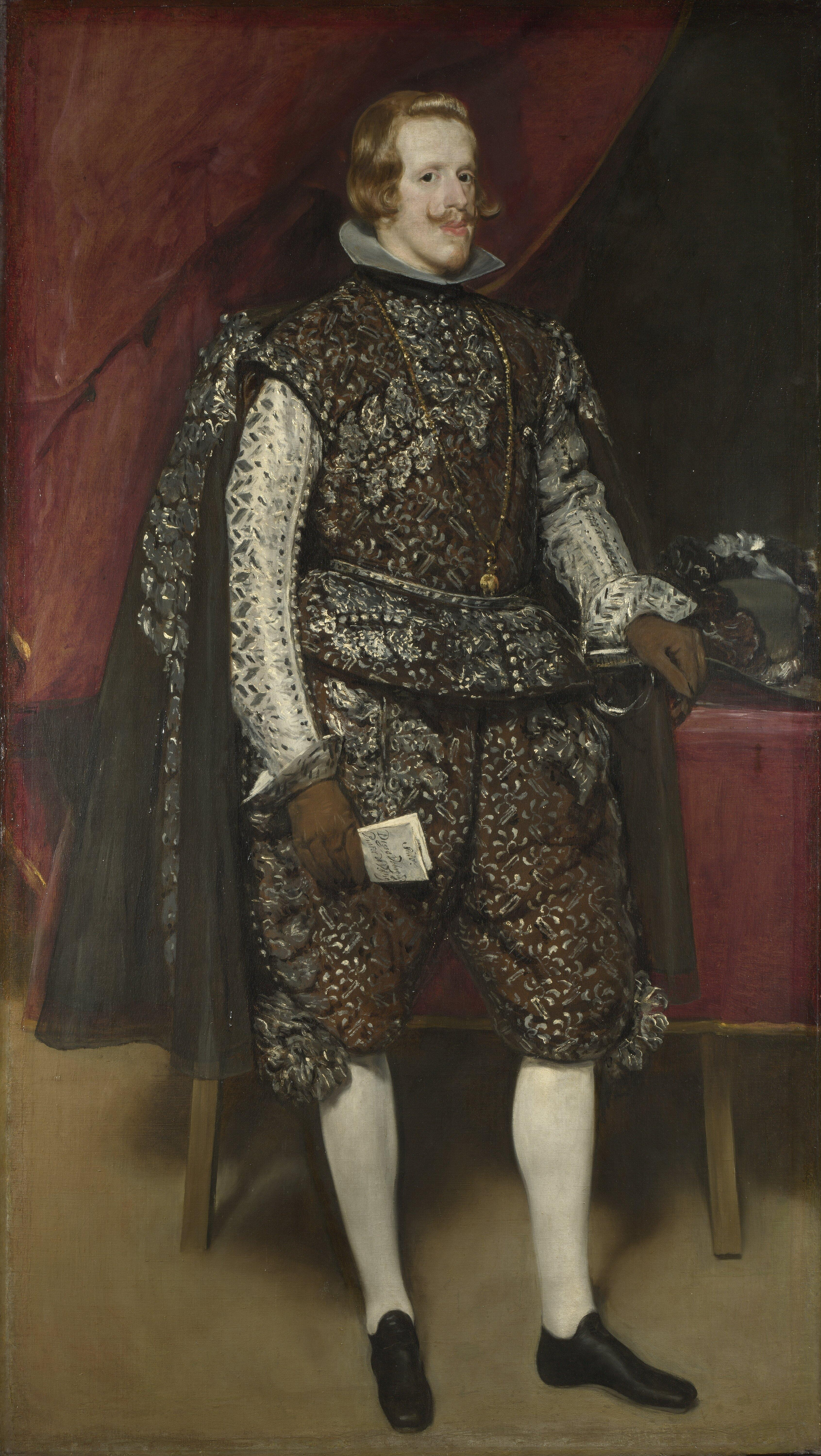
Felipe IV de castaño y plata por Velázquez (National Gallery, Londres).

El conflicto comenzó con la negación de Cataluña a colaborar en la Unión de Armas que el conde-duque propuso en 1626. La guerra contra Francia dificultó aún más el entendimiento de la Diputación del General del Principado de Cataluña y el Consejo de Ciento con la Corona.
Las tropas castellanas e italianas que habían entrado en Cataluña para combatir con los franceses en el Rosellón, causaron grandes desmanes en el medio rural, al actuar como un ejército de ocupación. Hubo graves incidentes en varias ciudades catalanas hasta que el 7 de junio de 1640, día del Corpus, entraron en Barcelona un grupo de unos 400 o 500 segadores, trabajadores eventuales que acudían de todos los puntos del principado, los cuales se amotinaron y provocaron graves disturbios que finalizaron con la muerte de trece personas, entre ellos el propio virrey conde de Santa Coloma en lo que se ha venido en llamar el Corpus de Sangre. La actitud de la Generalidad y de su Presidente Pau Claris fue en aquellos momentos conciliadora, pues temían que la revuelta popular se les escapara de las manos, así como de la represión que la monarquía podría instaurar. Finalmente, el día 11 de junio fue posible sacar a los amotinados fuera de la ciudad.
Las tensiones entre las autoridades catalanas y la monarquía española continuaron hasta que en el mes de septiembre, la Generalidad oficializó su ruptura con la monarquía de Felipe IV e inmediatamente se iniciaron los contactos con el enviado del rey de Francia, Du Plessis Besançon. En enero, Pau Claris efectuó la proclamación de la República Catalana y días después, ante la amenaza que suponían las tropas castellanas que ya penetraban por el sur de Cataluña, se materializó la entrega del Principado de Cataluña al rey Luis XIII de Francia. El 26 de enero de 1641, el marqués de los Vélez fue derrotado por los catalanes en la batalla de Montjuïc. El conflicto se anunciaba largo y de difícil resolución.

#### Aragón
Debido a la política del conde duque de Olivares en la Corona de Aragón, además del conflicto en Cataluña, hay que añadirle un problema en el Reino de Aragón, que no tuvo la misma transcendencia pero fue importante a su vez. Por los altos impuestos establecidos en los territorios de Aragón, la mayoría de la nobleza aragonesa pretendió desvincularse del Reino de Castilla, proclamando rey al duque de Híjar. Pero las tropas castellanas sofocaron la revuelta y dado que no tuvo demasiada transcendencia, al duque de Híjar no se le condenó a la muerte, sino a permanecer recluido en sus feudos sin poder participar en las Cortes Aragonesas.

#### Portugal

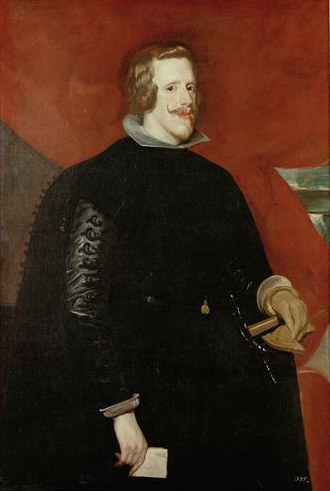
El retrato de Felipe IV, pintado por Velázquez permite admirar la sobriedad y elegancia del negro con el que viste el rey, una característica de la monarquía Habsburgo que se mantuvo los dos siglos que gobernaron.

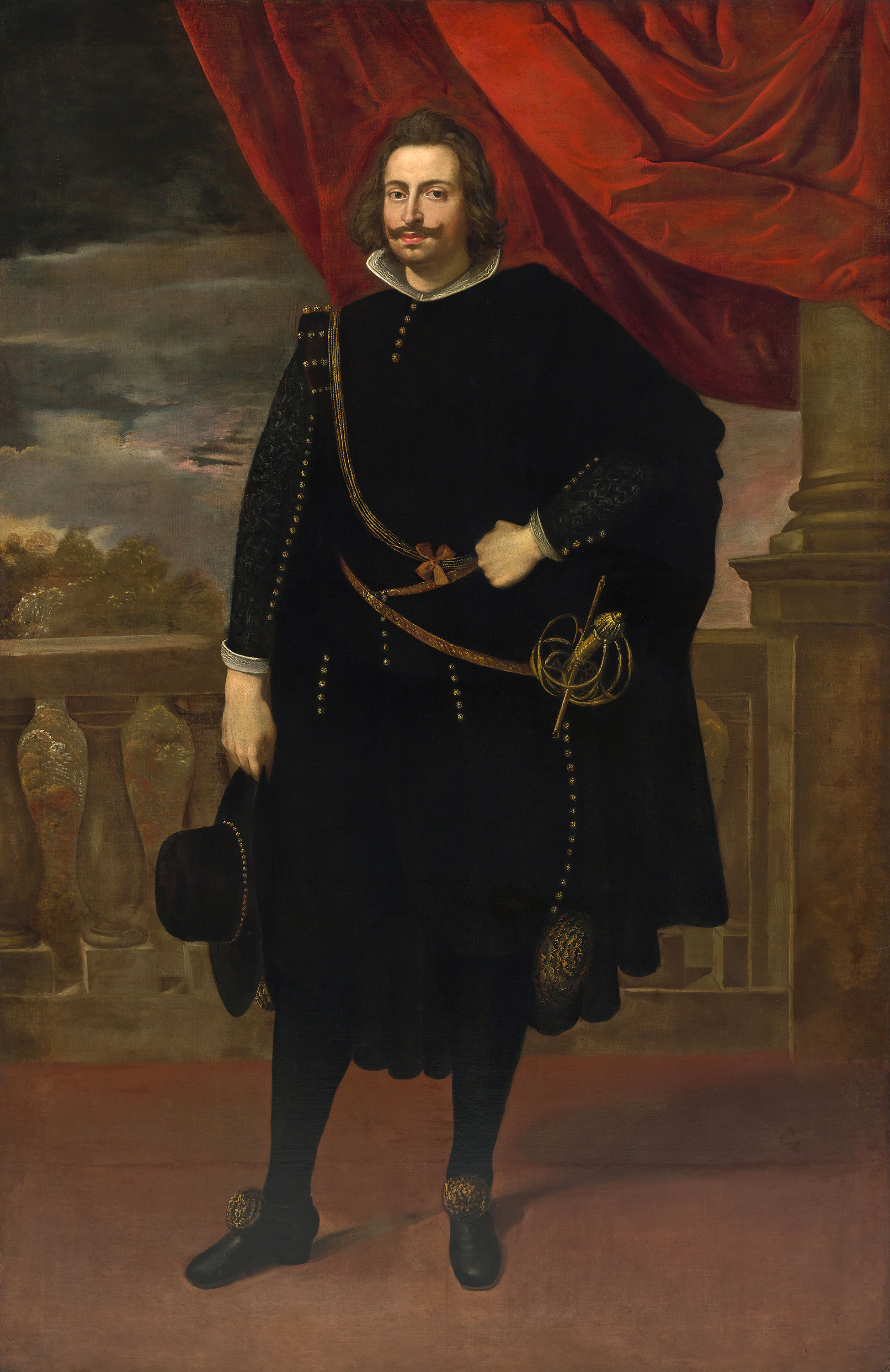
Juan IV de Braganza, El rey músico.

El regreso de las hostilidades con las Provincias Unidas repercutió sobre las colonias portuguesas en Asia y Brasil. En diciembre de 1640 una conspiración, encabezada por la nobleza, proclamó rey de Portugal al duque de Braganza con el nombre de Juan IV de Portugal quién firmó la paz con los neerlandeses (pero no sin antes expulsarlos de Angola y de Brasil, en 1656) y obtuvo el apoyo de ingleses y franceses. Se inicia entonces la conocida como Guerra de Restauración portuguesa obligando al conde-duque a combatir en muchos frentes. 
Felipe IV firmó el Tratado de los Pirineos en 1659 con el fin de concentrar todos los recursos de la Monarquía Hispánica en la conservación del reino rebelde. A partir de esta fecha, la corona estaba finalmente en paz con Francia, Inglaterra y los Países Bajos (Cataluña y el reino de Nápoles también ya habían sido reconquistados). Sólo quedaba Portugal, por lo que se hicieron esfuerzos colosales para su reconquista: se aumentaron los impuestos, la moneda fue devaluada y hubo una transferencia masiva de tropas veteranas de Flandes e Italia (los famosos Tercios Viejos), consideradas las mejores del mundo, a la frontera con Portugal. En esta guerra de 28 años (la más prolongada y destructiva entre los dos países), los ejércitos españoles fueron derrotados en la batalla de Montijo (1644), en la batalla de las Líneas de Elvas (1659), en la batalla de Ameixial (1663), en la batalla de Castelo Rodrigo (1664) y en la batalla de Villaviciosa (1665).

#### Andalucía
En 1641 el marqués de Ayamonte y el duque de Medina Sidonia desarrollaron una conspiración contra la Monarquía. El intento de rebelión se fundamentaba en el descontento de la nobleza y el pueblo y estaba apoyado por Portugal. Sin embargo, la conspiración fue pronto malograda.

#### Nápoles y Sicilia
Más graves consecuencias podría haber tenido la revuelta llamada antiespañola de Nápoles (1647), movimiento popular con características de motín de subsistencia liderado por el pescador Masaniello. El apoyo inicial de algunos sectores de la nobleza y patriciado urbano duró poco al quedar claro que la mejor defensa de su situación privilegiada era el propio Felipe IV y las tropas españolas que, al mando de don Juan José de Austria, hijo natural del rey, entraron en la ciudad de Nápoles en febrero de 1648. En Sicilia, donde había estallado una revuelta similar, sucederá lo mismo en septiembre de 1648.

#### Caída de Olivares

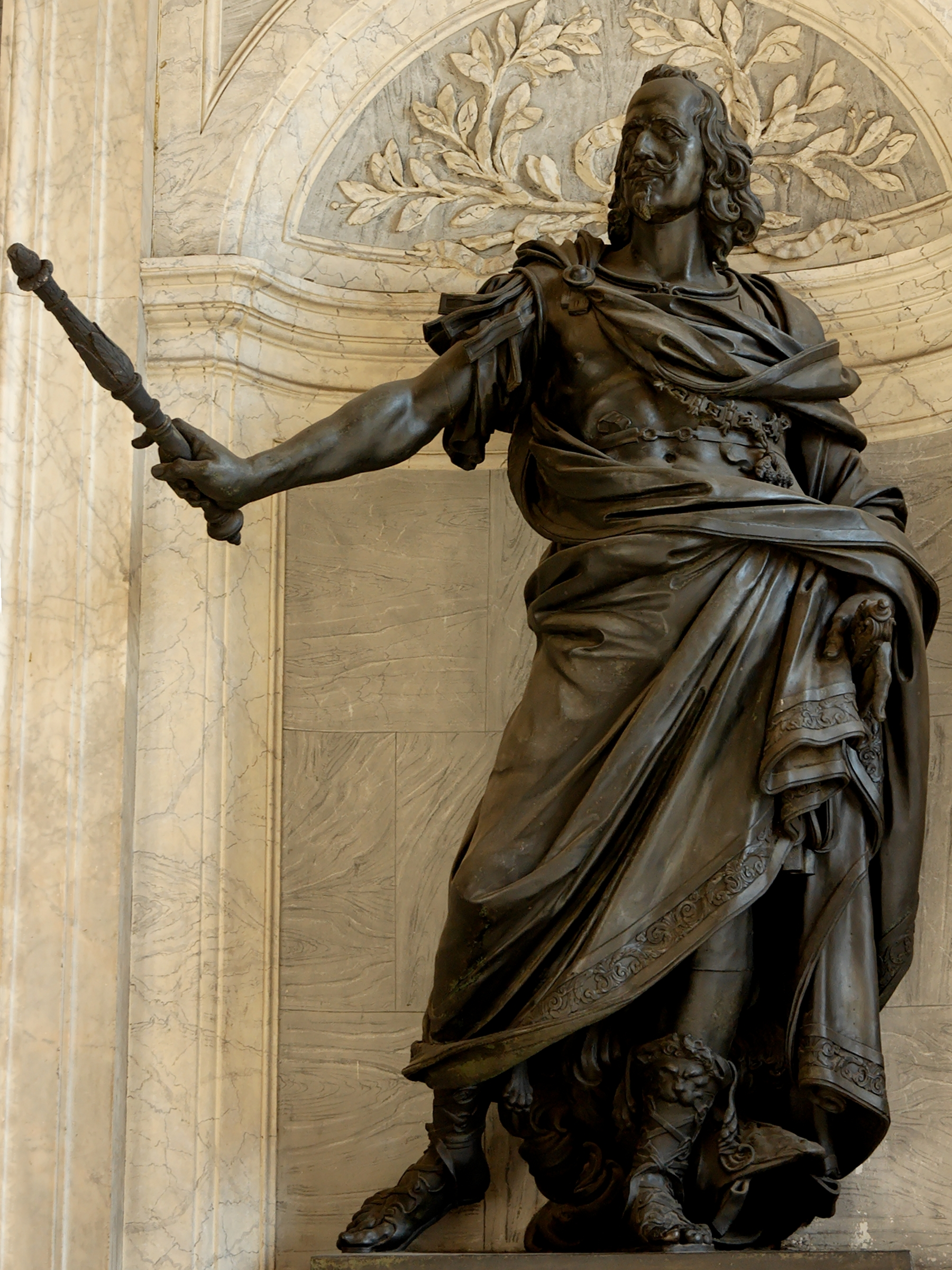
Estatua de Felipe IV en la basílica romana de Santa María la Mayor.

El ataque contra los catalanes, en el que intervino el propio Felipe IV, fue detenido en Lérida. El rey, a su regreso a Madrid ordenó, el 23 de enero de 1643, el destierro del conde-duque de Olivares a Loeches. Sus propósitos de unión no funcionaron e incluso estuvo a punto de conseguir la ruptura de la Monarquía Hispánica, que continuó como una confederación de reinos. Sin embargo, Felipe IV decidió conservar su título de "Rey de todas las Españas", aunque en este tiempo esta expresión incluía a Portugal. De esta forma quedó fijada la denominación y los límites geográficos de la actual España. En ese año clave, inició y mantuvo durante más de veinte años una abundante (600 cartas) relación epistolar con la mística sor María de Jesús de Ágreda, y también con la condesa viuda de Paredes, ahora monja y antigua dama de su primera esposa, sor Luisa Magdalena de Jesús.
La autonomía de cada territorio se reafirmó, dentro del llamado neoforalismo y desde el respeto a los fueros.

### Valimiento de Luis de Haro (1643-1661)

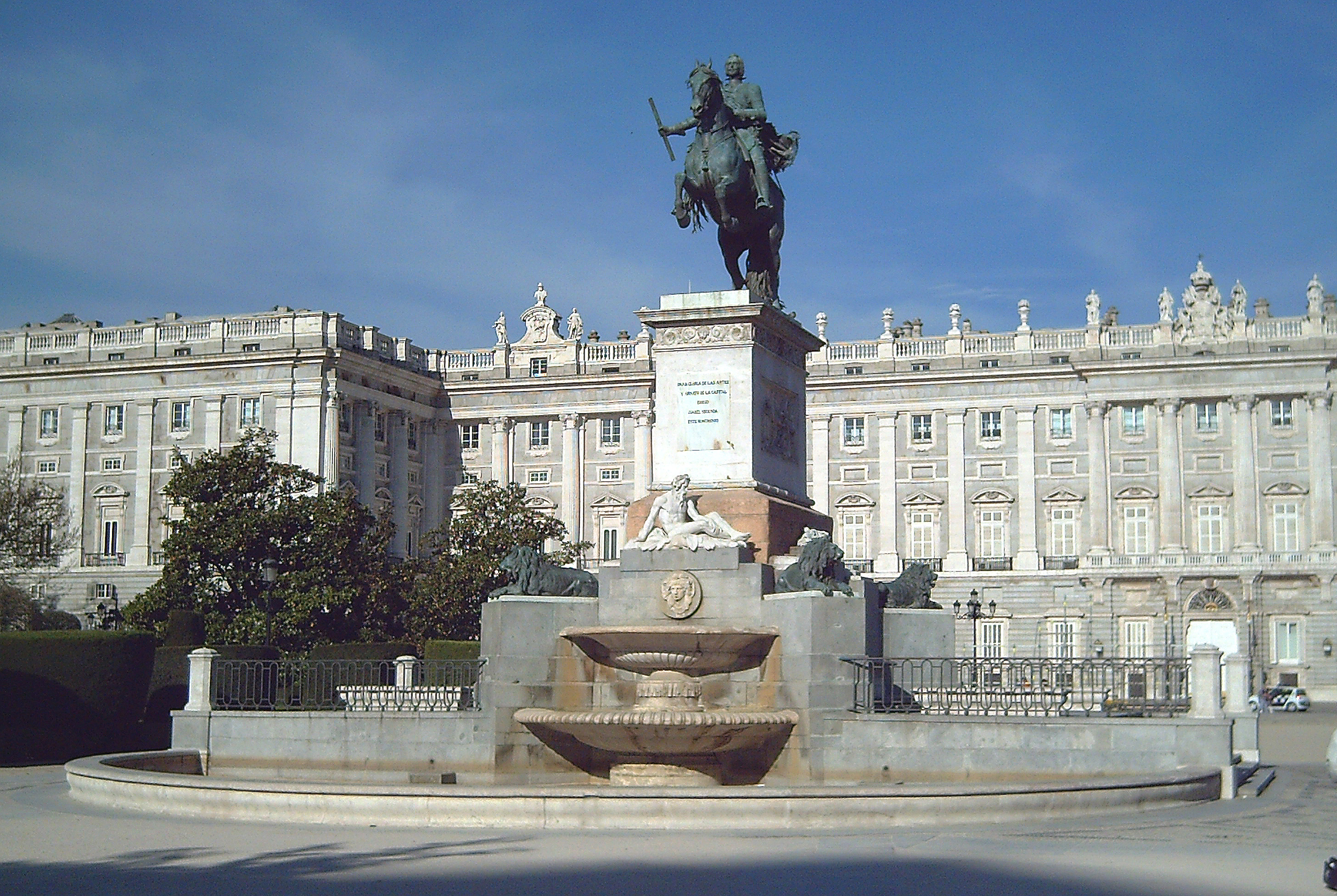
Monumento a Felipe IV en la Plaza de Oriente, presidida por el Palacio Real.

Tras la caída de Olivares, el rey pareció decidido a llevar personalmente las tareas de Estado, pero pronto tomó la decisión de nombrar como valido a Luis Méndez de Haro, sobrino de Olivares, con el título de primer ministro.

#### Política interior
Continuaron las sublevaciones de Cataluña y Portugal, a las que se sumó Aragón.
En Nápoles, en 1647, se produjo un levantamiento debido a la falta de alimentos, que se extendió por Sicilia, pero los amotinados fueron controlados por las autoridades locales.
En Cataluña, la guerra se prolongó hasta que en 1652, tras 15 meses de asedio, Felipe IV logró tomar Barcelona.
Ese mismo año por las ciudades andaluzas se produjeron pequeños levantamientos debido a la falta de pan, el descontento por la alteración de la moneda —moneda de vellón—, la presión fiscal y las levas.

#### Política exterior
Tras la caída de Olivares, los tercios españoles fueron vencidos por los franceses en la batalla de Rocroi en 1643. Por el Tratado de Westfalia, España reconocía la independencia de las Provincias Unidas y la conservación de Flandes.
La guerra de Francia continuó por la exigencia planteada sobre Flandes, el Franco Condado, y el Rosellón. Como en Francia se produjo una guerra civil y ya se había firmado la paz con Países Bajos, la balanza se igualó y los españoles vencieron a los franceses en Valenciennes en 1656.
Inglaterra y Francia pactaron en 1657 el reparto del Flandes español. Así comenzaron unos fuertes ataques contra la Monarquía española. La difícil situación económica en España y la derrota en la batalla de Dunkerque ante el ejército anglo-francés llevó al monarca a firmar la Paz de los Pirineos en 1659. Se cedía el Rosellón, la mitad de la Cerdaña, el Artois y otras plazas en el sur de esos territorios. Se estipuló también el casamiento de la infanta María Teresa de Austria, hija de Felipe IV, con Luis XIV de Francia, con una dote de 500 000 escudos. Así se impuso la hegemonía de Francia sobre España a los cien años del Tratado de Cateau-Cambrésis.

### Gobierno personal (1661-1665)
Pese a los rumores que circularon en la corte, tras la muerte de Luis de Haro el 26 de noviembre de 1661, Felipe IV no nombró a un nuevo valido. Se iniciaba así la etapa final del reinado, conocida como gobierno personalista. Durante este periodo, el monarca se apoyó en Ramiro Núñez de Guzmán, duque de Medina de las Torres, y García de Avellaneda y Haro, conde de Castrillo. El primero asumió los negocios  tocantes al Sacro Imperio, Francia, Inglaterra, Flandes y el norte de Europa, y el segundo se hizo cargo de los negocios en Italia.
A fin de conservar la reputación de la Monarquía Hispánica, trató de acabar con los conflictos interiores y alcanzar la paz en Europa. Continuó la lucha contra los portugueses los cuales ganaron dirigidos por Alfonso VI de Portugal en 1665 en la batalla de Villaviciosa, que puso fin a la esperanza de mantener la unión hispano-lusa.

### Muerte
A principios del mes de septiembre de 1665, el rey comenzó a sentirse mal, deponiendo heces sanguinolentas, lo que induce a pensar que cayó enfermo de disentería, de resultas de la cual falleció el 17 del mismo mes, no sin antes padecer notablemente a causa de la enfermedad. Murió en su cuarto de verano en el Alcázar de Madrid. Fue enterrado en la Cripta Real del Monasterio de El Escorial, tal como él mismo había dispuesto en su testamento.

## Familia

### Matrimonios e hijos
Primer matrimonio
Felipe IV contrajo matrimonio en 1615 con Isabel de Borbón (hija de Enrique IV de Francia) con quien había sido prometido a la edad de seis años. Fruto de este matrimonio, nacieron diez hijos (ver lista), de los cuales solo dos llegaron a adultos:
1. Margarita de Austria (14-15 de agosto de 1621).
2. Margarita María Catalina de Austria (25 de noviembre-22 de diciembre de 1623).
3. María Eugenia de Austria (21 de noviembre de 1625-21 de julio de 1627).
4. Hija, nacida muerta (1626).
5. Isabel María Teresa de Austria (31 de octubre-1 de noviembre de 1627).
6. Baltasar Carlos de Austria, príncipe de Asturias (17 de octubre de 1629-9 de octubre de 1646).
7. María Ana Antonia de Austria (17 de enero de 1635[14]-5 de diciembre de 1636)[15]
8. María Teresa de Austria, reina de Francia (10 de septiembre de 1638-30 de julio de 1683).
9. Aborto de una hija (1640).
10. Aborto de un hijo (6 de octubre de 1644).

Segundo matrimonio
Después de la muerte de Isabel en 1644, se ajustaron nuevas nupcias en 1647 con su sobrina Mariana de Austria hija del matrimonio entre su hermana María Ana de Austria y el emperador Fernando III de Habsburgo. El enlace se celebró en 1649 en la localidad madrileña de Navalcarnero. De esta unión nacieron seis hijos:
1. Margarita Teresa de Austria (12 de julio de 1651-12 de marzo de 1673), esposa del emperador Leopoldo I (25 de abril de 1666).
2. María Ambrosia de la Concepción (7 de diciembre de 1655-20 de diciembre de 1655).
3. Felipe Próspero de Austria (1657-1661), príncipe de Asturias.
4. Fernando Tomás Carlos de Austria (1658-1659).
5. Carlos (1661-1700), rey de España como Carlos II.
6. Hija, nacida muerta (noviembre de 1662).

Hijos extramatrimoniales
Históricamente, se ha calculado que Felipe IV fue padre de, al menos, treinta hijos bastardos, de los cuales reconoció oficialmente solo a dos, siendo uno de ellos legitimado tras su muerte. Algunos de los más notables son los siguientes: 
- Francisco Fernando de Austria (15 de mayo de 1626-12 de marzo de 1634), fruto de sus relaciones con Ana María Manrique, hija del marqués de Charela.[18] Falleció en la infancia, y fue póstumamente legitimado por el rey, siendo sepultado en El Escorial.

- Juan José de Austria (1629-1679), habido con la actriz María Inés Calderón, fue el único hijo legitimado por su padre en vida. Presidió el gobierno entre 1677 y 1679.

- Alonso Henríquez de Santo Tomás (Vélez-Málaga, 9 de junio de 1631-Málaga, 30 de julio de 1692), habido con Constanza de Ribera y Orozco, dama de honor de la reina Isabel de Borbón. Reconocido por el marido de su madre, rechazó el tardío reconocimiento ofrecido por el rey y entró en religión, siendo luego obispo de Málaga.

- Alonso Antonio de San Martín (1636-1705), habido con Mariana Pérez de Cuevas. En religión desde 1650, llegó a ser obispo de Oviedo y Cuenca.

- Fernando Valdés (1638-1702), habido con Ana María de Uribeondo (Bilbao, Vizcaya, 1620-Cantabria, 1703). Casado con Ana María Teresa Capece (1642-1685). Fue gobernador de Novara desde 1661.

- Carlos Fernando de Austria (Madrid 1639-Guadix (Granada) 1696), habido con la vizcaína Casilda Manrique de Luyando y Mendoza,[19] guarda mayor de las damas de la archiduquesa (posteriormente reina consorte) Mariana de Austria. Casado en primeras nupcias con Isabel Garrido Muñoz, de la que tuvo un hijo, Francisco Fernando de Austria, que sería religioso agustino; al enviudar, contrajo nuevo matrimonio con Francisca Díaz de Labandero y Córdoba, de la que tuvo dos hijos, Antonio Fernando de Austria, que fue fraile trinitario, y Mariana Fernando de Austria, que se casaría con Juan Manuel de Zea y Carvajal. Tras enviudar por segunda vez, se ordenó sacerdote, llegando a ser canónigo (1691 - 1696) de la Catedral de Guadix por designación de su medio hermano el rey Carlos II, a donde se trasladó con su hija Mariana.[20] Con descendencia hasta nuestros días, a través de su única hija.[21]

- Juan Cossío (1640-1701), habido con Teresa (o Tomasa) Aldana. Fue monje agustino y predicador desde 1655.

- Ana Margarita de Austria (1631-1658), habida con Margarita del Escala. Monja desde 1656, llegó a ser priora del madrileño Real Monasterio de la Encarnación.

### Ancestros
| \| \| \| \| \| \| \| \| \| \| \| \| \| \| \| \| \| \| \| \| 16. Felipe I de Castilla \| \| \| \| \| \| \| \| \| \| \| \| \| \| \| \| \| \| \| \| \| \| \| \| \| \| \| \| \| \| \| \| \| \| \| \| \| \| \| \| \| \| \| \| \| \| \| \| \| \| \| \| \| \| 8. Carlos I de España \| \| \| \| \| \| \| \| \| \| \| \| \| \| \| \| \| \| \| \| \| \| \| \| \| \| \| \| \| \| \| \| \| \| \| \| \| \| \| \| \| \| \| \| \| \| \| \| \| \| \| \| \| \| 17. Juana I de Castilla \| \| \| \| \| \| \| \| \| \| \| \| \| \| \| \| \| \| \| \| \| \| \| \| \| \| \| \| \| \| \| \| \| \| \| \| \| \| \| \| \| \| \| \| \| \| \| \| \| \| \| \| \| \| 4. Felipe II de España \| \| \| \| \| \| \| \| \| \| \| \| \| \| \| \| \| \| \| \| \| \| \| \| \| \| \| \| \| \| \| \| \| \| \| \| \| \| \| \| \| \| \| \| \| \| \| \| \| \| \| \| \| \| 18. Manuel I de Portugal \| \| \| \| \| \| \| \| \| \| \| \| \| \| \| \| \| \| \| \| \| \| \| \| \| \| \| \| \| \| \| \| \| \| \| \| \| \| \| \| \| \| \| \| \| \| \| \| \| \| \| \| \| \| 9. Isabel de Portugal \| \| \| \| \| \| \| \| \| \| \| \| \| \| \| \| \| \| \| \| \| \| \| \| \| \| \| \| \| \| \| \| \| \| \| \| \| \| \| \| \| \| \| \| \| \| \| \| \| \| \| \| \| \| 19. María de Aragón \| \| \| \| \| \| \| \| \| \| \| \| \| \| \| \| \| \| \| \| \| \| \| \| \| \| \| \| \| \| \| \| \| \| \| \| \| \| \| \| \| \| \| \| \| \| \| \| \| \| \| \| \| \| 2. Felipe III de España \| \| \| \| \| \| \| \| \| \| \| \| \| \| \| \| \| \| \| \| \| \| \| \| \| \| \| \| \| \| \| \| \| \| \| \| \| \| \| \| \| \| \| \| \| \| \| \| \| \| \| \| \| \| 20. Fernando I de Alemania (=12) \| \| \| \| \| \| \| \| \| \| \| \| \| \| \| \| \| \| \| \| \| \| \| \| \| \| \| \| \| \| \| \| \| \| \| \| \| \| \| \| \| \| \| \| \| \| \| \| \| \| \| \| \| \| 10. Maximiliano II de Alemania \| \| \| \| \| \| \| \| \| \| \| \| \| \| \| \| \| \| \| \| \| \| \| \| \| \| \| \| \| \| \| \| \| \| \| \| \| \| \| \| \| \| \| \| \| \| \| \| \| \| \| \| \| \| 21. Ana de Bohemia y Hungría (=13) \| \| \| \| \| \| \| \| \| \| \| \| \| \| \| \| \| \| \| \| \| \| \| \| \| \| \| \| \| \| \| \| \| \| \| \| \| \| \| \| \| \| \| \| \| \| \| \| \| \| \| \| \| \| 5. Ana de Austria \| \| \| \| \| \| \| \| \| \| \| \| \| \| \| \| \| \| \| \| \| \| \| \| \| \| \| \| \| \| \| \| \| \| \| \| \| \| \| \| \| \| \| \| \| \| \| \| \| \| \| \| \| \| 22. Carlos I de España (=8) \| \| \| \| \| \| \| \| \| \| \| \| \| \| \| \| \| \| \| \| \| \| \| \| \| \| \| \| \| \| \| \| \| \| \| \| \| \| \| \| \| \| \| \| \| \| \| \| \| \| \| \| \| \| 11. María de Austria y Portugal \| \| \| \| \| \| \| \| \| \| \| \| \| \| \| \| \| \| \| \| \| \| \| \| \| \| \| \| \| \| \| \| \| \| \| \| \| \| \| \| \| \| \| \| \| \| \| \| \| \| \| \| \| \| 23. Isabel de Portugal (=9) \| \| \| \| \| \| \| \| \| \| \| \| \| \| \| \| \| \| \| \| \| \| \| \| \| \| \| \| \| \| \| \| \| \| \| \| \| \| \| \| \| \| \| \| \| \| \| \| \| \| \| \| \| \| 1. Felipe IV de España \| \| \| \| \| \| \| \| \| \| \| \| \| \| \| \| \| \| \| \| \| \| \| \| \| \| \| \| \| \| \| \| \| \| \| \| \| \| \| \| \| \| \| \| \| \| \| \| \| \| \| \| \| \| 24. Felipe I de Castilla (=16) \| \| \| \| \| \| \| \| \| \| \| \| \| \| \| \| \| \| \| \| \| \| \| \| \| \| \| \| \| \| \| \| \| \| \| \| \| \| \| \| \| \| \| \| \| \| \| \| \| \| \| \| \| \| 12. Fernando I de Alemania \| \| \| \| \| \| \| \| \| \| \| \| \| \| \| \| \| \| \| \| \| \| \| \| \| \| \| \| \| \| \| \| \| \| \| \| \| \| \| \| \| \| \| \| \| \| \| \| \| \| \| \| \| \| 25. Juana I de Castilla (=17) \| \| \| \| \| \| \| \| \| \| \| \| \| \| \| \| \| \| \| \| \| \| \| \| \| \| \| \| \| \| \| \| \| \| \| \| \| \| \| \| \| \| \| \| \| \| \| \| \| \| \| \| \| \| 6. Carlos II de Estiria \| \| \| \| \| \| \| \| \| \| \| \| \| \| \| \| \| \| \| \| \| \| \| \| \| \| \| \| \| \| \| \| \| \| \| \| \| \| \| \| \| \| \| \| \| \| \| \| \| \| \| \| \| \| 26. Ladislao de Bohemia \| \| \| \| \| \| \| \| \| \| \| \| \| \| \| \| \| \| \| \| \| \| \| \| \| \| \| \| \| \| \| \| \| \| \| \| \| \| \| \| \| \| \| \| \| \| \| \| \| \| \| \| \| \| 13. Ana de Bohemia y Hungría \| \| \| \| \| \| \| \| \| \| \| \| \| \| \| \| \| \| \| \| \| \| \| \| \| \| \| \| \| \| \| \| \| \| \| \| \| \| \| \| \| \| \| \| \| \| \| \| \| \| \| \| \| \| 27. Ana de Foix \| \| \| \| \| \| \| \| \| \| \| \| \| \| \| \| \| \| \| \| \| \| \| \| \| \| \| \| \| \| \| \| \| \| \| \| \| \| \| \| \| \| \| \| \| \| \| \| \| \| \| \| \| \| 3. Margarita de Austria-Estiria \| \| \| \| \| \| \| \| \| \| \| \| \| \| \| \| \| \| \| \| \| \| \| \| \| \| \| \| \| \| \| \| \| \| \| \| \| \| \| \| \| \| \| \| \| \| \| \| \| \| \| \| \| \| 28. Guillermo IV de Baviera \| \| \| \| \| \| \| \| \| \| \| \| \| \| \| \| \| \| \| \| \| \| \| \| \| \| \| \| \| \| \| \| \| \| \| \| \| \| \| \| \| \| \| \| \| \| \| \| \| \| \| \| \| \| 14. Alberto V de Baviera \| \| \| \| \| \| \| \| \| \| \| \| \| \| \| \| \| \| \| \| \| \| \| \| \| \| \| \| \| \| \| \| \| \| \| \| \| \| \| \| \| \| \| \| \| \| \| \| \| \| \| \| \| \| 29. María de Baden-Sponheim \| \| \| \| \| \| \| \| \| \| \| \| \| \| \| \| \| \| \| \| \| \| \| \| \| \| \| \| \| \| \| \| \| \| \| \| \| \| \| \| \| \| \| \| \| \| \| \| \| \| \| \| \| \| 7. María Ana de Baviera \| \| \| \| \| \| \| \| \| \| \| \| \| \| \| \| \| \| \| \| \| \| \| \| \| \| \| \| \| \| \| \| \| \| \| \| \| \| \| \| \| \| \| \| \| \| \| \| \| \| \| \| \| \| 30. Fernando I de Alemania (=12) \| \| \| \| \| \| \| \| \| \| \| \| \| \| \| \| \| \| \| \| \| \| \| \| \| \| \| \| \| \| \| \| \| \| \| \| \| \| \| \| \| \| \| \| \| \| \| \| \| \| \| \| \| \| 15. Ana de Austria-Jagellón \| \| \| \| \| \| \| \| \| \| \| \| \| \| \| \| \| \| \| \| \| \| \| \| \| \| \| \| \| \| \| \| \| \| \| \| \| \| \| \| \| \| \| \| \| \| \| \| \| \| \| \| \| \| 31. Ana de Bohemia y Hungría(=13) \| \| \| \| \| \| \| \| \| \| \| \| \| \| \| \| \| \| \| \| \| \| \| \| \| \| \| \| \| \| \| \| \| \| \| \| \| \| \| \| \| \| \| \| \| \| \| \| \| \| \| \| |                                    |  |  |  |  |  |  |  |  |  |  |  |  |  |  |  |
| |                                    |  |  |  |  |  |  |  |  |  |  |  |  |  |  |  |
| | 16. Felipe I de Castilla           |  |  |  |  |  |  |  |  |  |  |  |  |  |  |  |
| |                                    |  |  |  |  |  |  |  |  |  |  |  |  |  |  |  |
| |                                    |  |  |  |  |  |  |  |  |  |  |  |  |  |  |  |
| | 8. Carlos I de España              |  |  |  |  |  |  |  |  |  |  |  |  |  |  |  |
| |                                    |  |  |  |  |  |  |  |  |  |  |  |  |  |  |  |
| |                                    |  |  |  |  |  |  |  |  |  |  |  |  |  |  |  |
| | 17. Juana I de Castilla            |  |  |  |  |  |  |  |  |  |  |  |  |  |  |  |
| |                                    |  |  |  |  |  |  |  |  |  |  |  |  |  |  |  |
| |                                    |  |  |  |  |  |  |  |  |  |  |  |  |  |  |  |
| | 4. Felipe II de España             |  |  |  |  |  |  |  |  |  |  |  |  |  |  |  |
| |                                    |  |  |  |  |  |  |  |  |  |  |  |  |  |  |  |
| |                                    |  |  |  |  |  |  |  |  |  |  |  |  |  |  |  |
| | 18. Manuel I de Portugal           |  |  |  |  |  |  |  |  |  |  |  |  |  |  |  |
| |                                    |  |  |  |  |  |  |  |  |  |  |  |  |  |  |  |
| |                                    |  |  |  |  |  |  |  |  |  |  |  |  |  |  |  |
| | 9. Isabel de Portugal              |  |  |  |  |  |  |  |  |  |  |  |  |  |  |  |
| |                                    |  |  |  |  |  |  |  |  |  |  |  |  |  |  |  |
| |                                    |  |  |  |  |  |  |  |  |  |  |  |  |  |  |  |
| | 19. María de Aragón                |  |  |  |  |  |  |  |  |  |  |  |  |  |  |  |
| |                                    |  |  |  |  |  |  |  |  |  |  |  |  |  |  |  |
| |                                    |  |  |  |  |  |  |  |  |  |  |  |  |  |  |  |
| | 2. Felipe III de España            |  |  |  |  |  |  |  |  |  |  |  |  |  |  |  |
| |                                    |  |  |  |  |  |  |  |  |  |  |  |  |  |  |  |
| |                                    |  |  |  |  |  |  |  |  |  |  |  |  |  |  |  |
| | 20. Fernando I de Alemania (=12)   |  |  |  |  |  |  |  |  |  |  |  |  |  |  |  |
| |                                    |  |  |  |  |  |  |  |  |  |  |  |  |  |  |  |
| |                                    |  |  |  |  |  |  |  |  |  |  |  |  |  |  |  |
| | 10. Maximiliano II de Alemania     |  |  |  |  |  |  |  |  |  |  |  |  |  |  |  |
| |                                    |  |  |  |  |  |  |  |  |  |  |  |  |  |  |  |
| |                                    |  |  |  |  |  |  |  |  |  |  |  |  |  |  |  |
| | 21. Ana de Bohemia y Hungría (=13) |  |  |  |  |  |  |  |  |  |  |  |  |  |  |  |
| |                                    |  |  |  |  |  |  |  |  |  |  |  |  |  |  |  |
| |                                    |  |  |  |  |  |  |  |  |  |  |  |  |  |  |  |
| | 5. Ana de Austria                  |  |  |  |  |  |  |  |  |  |  |  |  |  |  |  |
| |                                    |  |  |  |  |  |  |  |  |  |  |  |  |  |  |  |
| |                                    |  |  |  |  |  |  |  |  |  |  |  |  |  |  |  |
| | 22. Carlos I de España (=8)        |  |  |  |  |  |  |  |  |  |  |  |  |  |  |  |
| |                                    |  |  |  |  |  |  |  |  |  |  |  |  |  |  |  |
| |                                    |  |  |  |  |  |  |  |  |  |  |  |  |  |  |  |
| | 11. María de Austria y Portugal    |  |  |  |  |  |  |  |  |  |  |  |  |  |  |  |
| |                                    |  |  |  |  |  |  |  |  |  |  |  |  |  |  |  |
| |                                    |  |  |  |  |  |  |  |  |  |  |  |  |  |  |  |
| | 23. Isabel de Portugal (=9)        |  |  |  |  |  |  |  |  |  |  |  |  |  |  |  |
| |                                    |  |  |  |  |  |  |  |  |  |  |  |  |  |  |  |
| |                                    |  |  |  |  |  |  |  |  |  |  |  |  |  |  |  |
| | 1. Felipe IV de España             |  |  |  |  |  |  |  |  |  |  |  |  |  |  |  |
| |                                    |  |  |  |  |  |  |  |  |  |  |  |  |  |  |  |
| |                                    |  |  |  |  |  |  |  |  |  |  |  |  |  |  |  |
| | 24. Felipe I de Castilla (=16)     |  |  |  |  |  |  |  |  |  |  |  |  |  |  |  |
| |                                    |  |  |  |  |  |  |  |  |  |  |  |  |  |  |  |
| |                                    |  |  |  |  |  |  |  |  |  |  |  |  |  |  |  |
| | 12. Fernando I de Alemania         |  |  |  |  |  |  |  |  |  |  |  |  |  |  |  |
| |                                    |  |  |  |  |  |  |  |  |  |  |  |  |  |  |  |
| |                                    |  |  |  |  |  |  |  |  |  |  |  |  |  |  |  |
| | 25. Juana I de Castilla (=17)      |  |  |  |  |  |  |  |  |  |  |  |  |  |  |  |
| |                                    |  |  |  |  |  |  |  |  |  |  |  |  |  |  |  |
| |                                    |  |  |  |  |  |  |  |  |  |  |  |  |  |  |  |
| | 6. Carlos II de Estiria            |  |  |  |  |  |  |  |  |  |  |  |  |  |  |  |
| |                                    |  |  |  |  |  |  |  |  |  |  |  |  |  |  |  |
| |                                    |  |  |  |  |  |  |  |  |  |  |  |  |  |  |  |
| | 26. Ladislao de Bohemia            |  |  |  |  |  |  |  |  |  |  |  |  |  |  |  |
| |                                    |  |  |  |  |  |  |  |  |  |  |  |  |  |  |  |
| |                                    |  |  |  |  |  |  |  |  |  |  |  |  |  |  |  |
| | 13. Ana de Bohemia y Hungría       |  |  |  |  |  |  |  |  |  |  |  |  |  |  |  |
| |                                    |  |  |  |  |  |  |  |  |  |  |  |  |  |  |  |
| |                                    |  |  |  |  |  |  |  |  |  |  |  |  |  |  |  |
| | 27. Ana de Foix                    |  |  |  |  |  |  |  |  |  |  |  |  |  |  |  |
| |                                    |  |  |  |  |  |  |  |  |  |  |  |  |  |  |  |
| |                                    |  |  |  |  |  |  |  |  |  |  |  |  |  |  |  |
| | 3. Margarita de Austria-Estiria    |  |  |  |  |  |  |  |  |  |  |  |  |  |  |  |
| |                                    |  |  |  |  |  |  |  |  |  |  |  |  |  |  |  |
| |                                    |  |  |  |  |  |  |  |  |  |  |  |  |  |  |  |
| | 28. Guillermo IV de Baviera        |  |  |  |  |  |  |  |  |  |  |  |  |  |  |  |
| |                                    |  |  |  |  |  |  |  |  |  |  |  |  |  |  |  |
| |                                    |  |  |  |  |  |  |  |  |  |  |  |  |  |  |  |
| | 14. Alberto V de Baviera           |  |  |  |  |  |  |  |  |  |  |  |  |  |  |  |
| |                                    |  |  |  |  |  |  |  |  |  |  |  |  |  |  |  |
| |                                    |  |  |  |  |  |  |  |  |  |  |  |  |  |  |  |
| | 29. María de Baden-Sponheim        |  |  |  |  |  |  |  |  |  |  |  |  |  |  |  |
| |                                    |  |  |  |  |  |  |  |  |  |  |  |  |  |  |  |
| |                                    |  |  |  |  |  |  |  |  |  |  |  |  |  |  |  |
| | 7. María Ana de Baviera            |  |  |  |  |  |  |  |  |  |  |  |  |  |  |  |
| |                                    |  |  |  |  |  |  |  |  |  |  |  |  |  |  |  |
| |                                    |  |  |  |  |  |  |  |  |  |  |  |  |  |  |  |
| | 30. Fernando I de Alemania (=12)   |  |  |  |  |  |  |  |  |  |  |  |  |  |  |  |
| |                                    |  |  |  |  |  |  |  |  |  |  |  |  |  |  |  |
| |                                    |  |  |  |  |  |  |  |  |  |  |  |  |  |  |  |
| | 15. Ana de Austria-Jagellón        |  |  |  |  |  |  |  |  |  |  |  |  |  |  |  |
| |                                    |  |  |  |  |  |  |  |  |  |  |  |  |  |  |  |
| |                                    |  |  |  |  |  |  |  |  |  |  |  |  |  |  |  |
| | 31. Ana de Bohemia y Hungría(=13)  |  |  |  |  |  |  |  |  |  |  |  |  |  |  |  |
| |                                    |  |  |  |  |  |  |  |  |  |  |  |  |  |  |  |
| |                                    |  |  |  |  |  |  |  |  |  |  |  |  |  |  |  |

## El Siglo de Oro de la cultura española

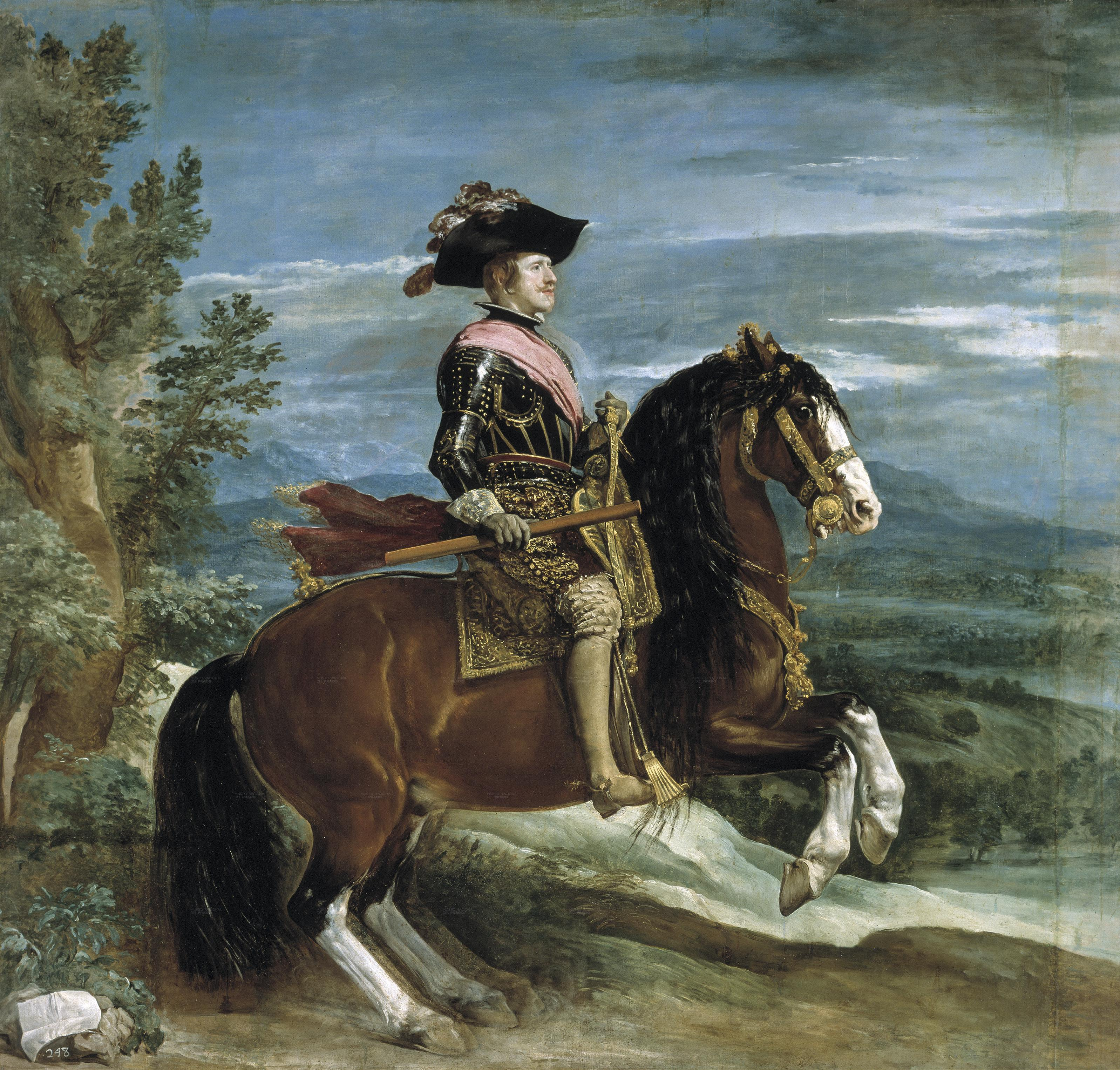
Felipe IV a caballo, por Velázquez (Museo del Prado).

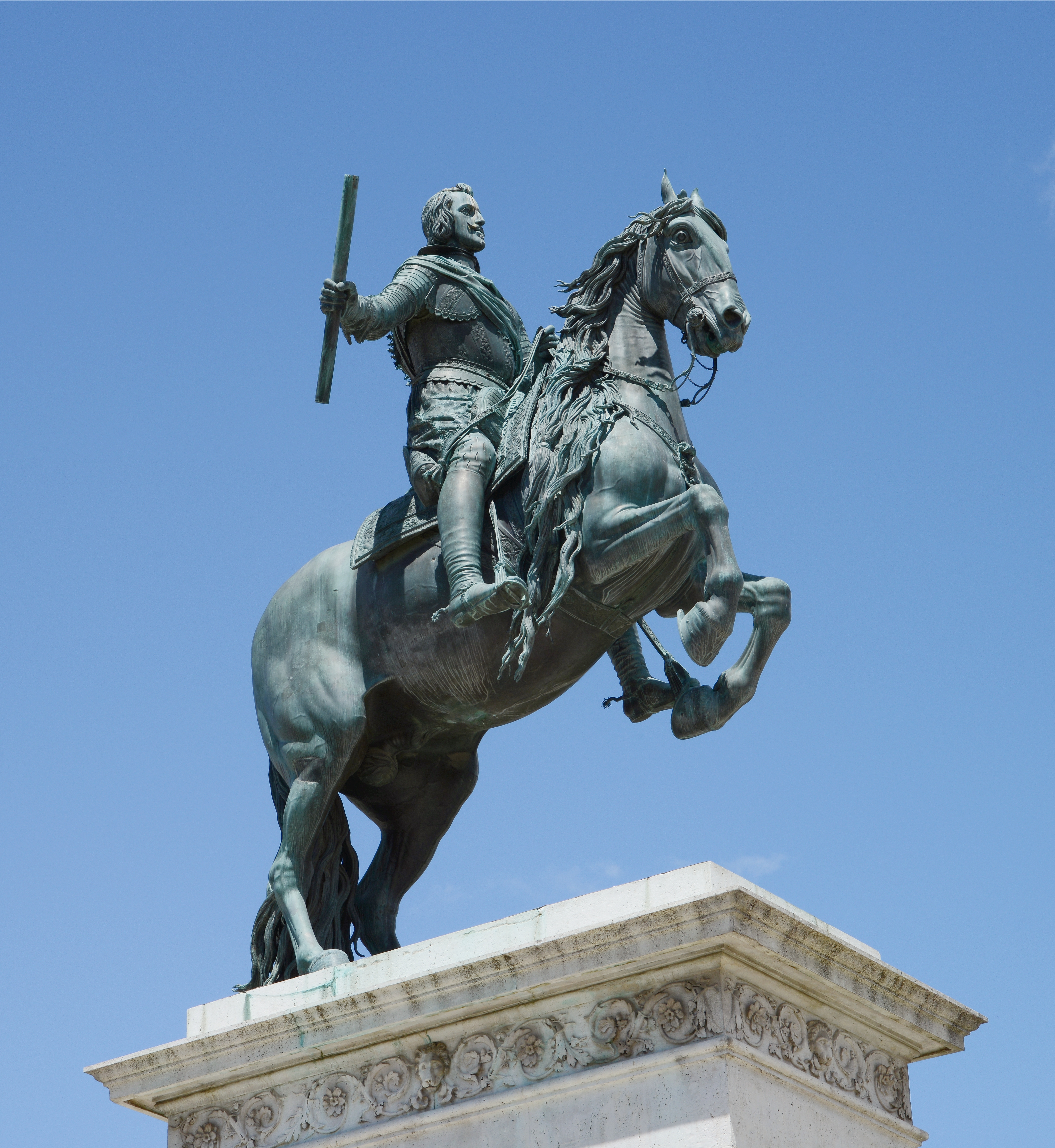
Estatua de Felipe IV de España de la Plaza de Oriente de Madrid. La obra fue realizada por el escultor Pedro Tacca con la colaboración de Diego Velázquez y Juan Martínez Montañés, contando también con el asesoramiento científico de Galileo Galilei para asegurar su equilibrio y estabilidad.

Felipe IV fue hombre de gran cultura y mecenas de las artes; la suya fue la mayor colección de pintura que hubo en Europa en su tiempo. Resulta muy significativa en este sentido una carta enviada en 1638 a Londres por el embajador inglés en Madrid en la que señalaba que los españoles «se han vuelto ahora más entendidos y más aficionados al arte de la pintura que antes, en modo inimaginable. [...] y en esta ciudad en cuanto hay algo que vale la pena se lo apropia el rey pagándolo muy bien; y siguiendo su ejemplo, el Almirante [de Castilla], don Luis de Haro y muchos otros también se han lanzado a coleccionar». Reunió para los palacios de la Corona (mediante encargos directos, compras y regalos) centenares de cuadros, la mayoría expuestos o guardados en la actualidad en el Museo del Prado y que se cuentan entre sus mayores tesoros. Aparte de las enviadas al monasterio de El Escorial, incorporó más de 2000 nuevas pinturas a sus palacios: unas 1100 para el Real Alcázar, unas 800 para el Buen Retiro, construido bajo su reinado, 171 para la Torre de la Parada, profundamente reformada durante esos años, y 96 para la Zarzuela, también de nueva construcción. Entre los artistas de los que incorporó obras a la Colección Real figuran Rubens, el pintor más prestigioso de Europa en su época, del que reunió la mejor y más extensa colección que haya existido (aunque posteriormente sufrió graves pérdidas, en especial en el Incendio del Real Alcázar de Madrid en 1734), Mantegna, Durero, Rafael, Correggio, pintores venecianos como Tiziano, Veronese y Tintoretto, múltiples pintores barrocos españoles, flamencos, italianos y franceses (Ribera, Zurbarán, Van Dyck, Reni, Annibale Carracci, Barocci, Lanfranco, Domenichino, Poussin, Claudio de Lorena)... Ello, por no aludir a la protección que dispensó a Velázquez a lo largo de cuarenta años. Sin el apoyo de este rey, el pintor sevillano no hubiese desarrollado una carrera tan brillante. Por esta relación de mecenazgo, el grueso de la producción de Velázquez se concentra en el Prado.

## Filmografía

### Televisión
| Año       | Serie                               | Canal     | Actor            |
| --------- | ----------------------------------- | --------- | ---------------- |
| 2009-2016 | Águila Roja                         | TVE       | Xabier Elorriaga |
| 2004      | Memoria de España                   | TVE       |                  |
| 2015      | Las aventuras del capitán Alatriste | TeleCinco | Daniel Alonso    |
| 2020      | El Ministerio del Tiempo            | TVE       | Edu Soto         |

### Cine
| Año  | Serie                    | Actor            |
| ---- | ------------------------ | ---------------- |
| 1954 | La moza del cántaro      | Ismael Merlo     |
| 1991 | El rey pasmado           | Gabino Diego     |
| 2006 | Alatriste                | Simón Cohen      |
| 2011 | Águila Roja: la película | Xabier Elorriaga |

## Semblanza del Rey Planeta
El viajero francés Antoine de Brunel dejó un retrato lleno de tópicos pero muy concreto de la imagen que ofrecía el soberano español en fecha tan tardía como 1655:

Todas sus acciones y ocupaciones son siempre las mismas y marcha con paso tan igual que, día por día, sabe lo que hará toda su vida (...) Así, las semanas, los meses y los años y todas las partes del día no traen cambio alguno a su régimen de vida, ni le hacen ver nada nuevo; pues al levantarse, según el día que es, sabe qué asuntos tratar y qué placeres gustar. Tiene sus horas para la audiencia extranjera y del país, y para firmar cuanto concierne al despacho de sus asuntos y al empleo de su dinero, para oír misa y para tomar sus comidas, y me han asegurado que, ocurra lo que ocurra, permanece fijo en este modo de obrar (...) Usa de tanta gravedad, que anda y se conduce con el aire de una estatua animada. Los que se acercan aseguran que, cuando le han hablado, no le han visto jamás cambiar de asiento o de postura; que los recibía, los escuchaba y les respondía con el mismo semblante, no habiendo en su cuerpo nada movible salvo los labios y la lengua.

Por debajo de esta imagen oficial, hierática, Felipe IV siguió siendo un hombre de carne y hueso, apasionado de las artes, en especial de la pintura y el teatro, inteligente, culto y aficionado a la caza, a los toros y a las mujeres (con predilección por estas últimas). Olivares y sus sucesores no fueron verdaderos validos en el sentido de que gobernaran por el rey, sino sus primeros ministros, hombres de confianza. En este sentido, se puede afirmar además que el Rey Planeta trabajó tanto en el despacho atendiendo los asuntos de Estado como su abuelo el Rey Prudente.

## Sucesión
| Predecesor: Felipe de Austria                         | Príncipe de Asturias y Príncipe heredero de Portugal 1608-1621                             | Sucesor: Baltasar Carlos de Austria |
| Predecesor: Felipe III                                | Rey de España, Nápoles, Sicilia y Cerdeña y Duque de Milán 1621-1665                       | Sucesor: Carlos II                  |
| Predecesor: Felipe II                                 | Rey de Portugal (disputado desde 1640, en guerra contra Juan IV) 1621-1640 (1665)          | Sucesor: Juan IV                    |
| Predecesor: Isabel Clara Eugenia y Alberto de Austria | Soberano de los Países Bajos y conde de Borgoña 1621-1665                                  | Sucesor: Carlos III                 |
| Predecesor: Felipe II                                 | Conde de Barcelona (en guerra contra Luis XIII y Luis XIV de Francia, 1640-1652) 1621-1665 | Sucesor: Carlos II                  |